# Йоганн Амман

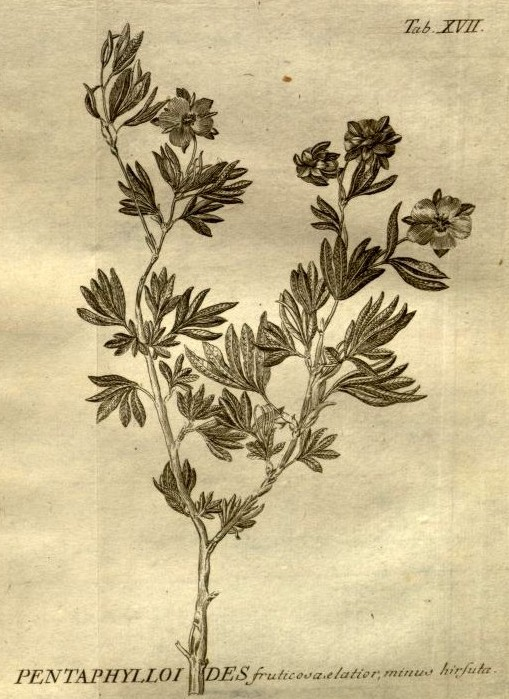
Dasiphora fruticosa (L.) Rydb.
Shrubby Cinquefoil
Stirpium Rariorum

Йога́нн Амман (нім. Johann Amman; 22 грудня 1707, Шаффгаузен, Швейцарія — 4 грудня 1741, Санкт-Петербург) — швейцарсько-російський ботанік, член Лондонського королівського товариства та професор ботаніки Російської академії наук у Санкт-Петербурзі. Він відомий своєю науковою працею «Stirpium Rariorum in Imperio Rutheno Sponte Provenientium Icones et Descriptiones» виданою у 1739 році з описами 285 рослин Східної Європи та Русі (зараз України).

## Біографія
Амман був студентом Германа Бургаве в Університеті Лейдена. У 1729 році закінчив університет з дипломом лікаря. Цього ж року переїхав з Шаффгаузена, щоб допомогти Гансу Слоуну організовувати та впорядковувати природничу колекцію. Слоун був засновником Аптекарського саду Челсі та творцем Британського музею. Згодом Амман перебрався до Санкт-Петербурга на запрошення Йоганна Георга Ґмеліна, став членом Російської Академії наук, та регулярно надсилав Слоуну цікаві рослини, такі як Gypsophila paniculata. Карл Лінней підтримував жваве листування з Амманом у 1736—1740 роках.
У 1735 році Амман заснував ботанічний сад Академії наук на Васильєвському остріві у Санкт-Петербурзі. У 1739 році він одружився з Елізабет Шумахер, донькою Даніеля Шумахера, придворного бібліотекаря з Санкт-Петербурга.
Рід Амманія родини Плакунові був названий не на честь Йоганна Аммана, а на честь ботаніка та фізіолога Пауля Аммана (1634—1691), директора Hortus Medicus у Лейпцизькому університеті і який опублікував роботу у Materia Medica у 1675 році.